# 马克斯韦尔 (1981年)
马克斯韦尔·舍雷尔·卡贝利诺·安德拉德（葡萄牙語：Maxwell Scherrer Cabelino Andrade；1981年8月27日—），巴西足球運動員，主要擔任左閘和左翼。曾效力西甲球會巴塞隆拿和法甲的巴黎聖日耳門，2017年退役。